# NGC 2229
NGC 2229 ist eine linsenförmige Galaxie vom Hubble-Typ SB0/a im Sternbild Dorado am Südsternhimmel. Sie ist schätzungsweise 327 Millionen Lichtjahre von der Milchstraße entfernt und hat einen Durchmesser von etwa 165.000 Lj. Gemeinsam mit NGC 2230 und NGC 2233 bildet sie ein gravitativ gebundenes Galaxientrio.

Im selben Himmelsareal befinden sich u. a. die Galaxien NGC 2228 und NGC 2235.
Das Objekt wurde am 30. November 1834 von John Herschel entdeckt.